# Fiji op de Olympische Zomerspelen 1972
Fiji nam deel aan de Olympische Zomerspelen 1972 in München, Duitsland. Ook de vierde olympische deelname bleef zonder medailles.

## Resultaten en deelnemers

### Atletiek
| Olympiër       | Onderdeel              | Resultaat | Prestatie                          |
| -------------- | ---------------------- | --------- | ---------------------------------- |
| Samuela Yavala | 400m (m)               | 46e       | serie 2: 6de in 47,76              |
| Usaia Sotutu   | 5000m (m)              | 58e       | serie 5: 13de in 15.24,2           |
| Usaia Sotutu   | 10000m (m)             | DNF       | serie 1: niet gefinisht            |
| Usaia Sotutu   | 3000m steeplechase (m) | 46e       | serie 4: 12de in 9.12,0            |
| Samuela Yavala | verspringen (m)        | DNS       | kwalificatie groep B: niet gestart |

Afghanistan · Albanië · Algerije · Amerikaanse Maagdeneilanden · Argentinië · Australië · Bahama's · Barbados · België · Bermuda · Birma · Bolivia · Bondsrepubliek Duitsland · Brazilië · Brits-Honduras · Bulgarije · Canada · Ceylon · Chili · Colombia · Congo-Brazzaville · Costa Rica · Cuba · Dahomey · Denemarken · Dominicaanse Republiek · Duitse Democratische Republiek · Ecuador · Egypte · El Salvador · Ethiopië · Fiji · Filipijnen · Finland · Frankrijk · Gabon · Ghana · Griekenland · Groot-Brittannië · Guatemala · Guyana · Haïti · Hongarije · Hongkong · Ierland · IJsland · India · Indonesië · Iran · Israël · Italië · Ivoorkust · Jamaica · Japan · Joegoslavië · Kameroen · Kenia · Khmerrepubliek · Koeweit · Lesotho · Libanon · Liberia · Liechtenstein · Luxemburg · Madagaskar · Malawi · Maleisië · Mali · Malta · Marokko · Mexico · Monaco · Mongolië · Nederland · Nederlandse Antillen · Nepal · Nicaragua · Nieuw-Zeeland · Niger · Nigeria · Noord-Korea · Noorwegen · Oeganda · Oostenrijk · Opper-Volta · Pakistan · Panama · Paraguay · Peru · Polen · Portugal · Puerto Rico · Roemenië · San Marino · Saoedi-Arabië · Senegal · Singapore · Soedan · Somalië · Sovjet-Unie · Spanje · Suriname · Swaziland · Syrië · Taiwan · Tanzania · Thailand · Togo · Trinidad en Tobago · Tsjaad · Tsjecho-Slowakije · Tunesië · Turkije · Uruguay · Venezuela · Verenigde Staten · Vietnam · Zambia · Zuid-Korea · Zweden · Zwitserland